# Centro de Documentación Musical de Andalucía
El Centro de Documentación Musical de Andalucía (CDMA), es un organismo creado en 1987 por la Consejería de Cultura de la Junta de Andalucía con el fin de recuperar, custodiar, catalogar, clasificar y difundir el patrimonio musical creado o relacionado con Andalucía en todas sus formas.
Sus directores han sido el musicólogo Reynaldo Fernández Manzano, y anteriormente el cantautor Esteban Valdivieso.

## Funciones y fines
1. La recuperación del material musical y de danza creado en Andalucía o por músicos andaluces o que guarde relación con la música andaluza, en todas sus formas: partituras, grabaciones sonoras y audiovisuales, manuscritos y toda clase de textos y objetos con ella relacionados.
2. El mantenimiento de los fondos de documentación y de referencia que contemplen y posibiliten el estudio de la música y los músicos andaluces.
3. La custodia, catalogación y clasificación de las obras y fondos del Depósito Legal de Andalucía relativas a partituras y producciones sonoras, de conformidad con el Decreto 325/1984 de 18 de diciembre, art. 20, apartado b) (BOJA 1.2.85 pp 170-172)
4. La adquisición de un fondo sobre la música y la danza española en particular y la universal en general.
5. La realización de las investigaciones que le sean propias.
6. El censado de los recursos musicales y de danza existentes en cada momento en Andalucía y su difusión.
7. La difusión del patrimonio musical y de danza andaluza, de los fondos propios del Centro y trabajos de investigación, mediante actos públicos, ediciones, impresión y grabación con o sin imagen, o cualquier medio que permita alcanzar este fin.
8. La organización de actividades relacionadas con las materias propias de este Centro.
9. En general, cuantas tareas se deriven de las funciones atribuidas en los apartados anteriores.

## Colecciones musicales singulares
1. Archivo de Joaquín Turína, (digitalizado).
2. Archivo de Ángel Barrios, desde la correspondencia hasta las Partituras Manuscritas, de 1916 a 1964.
3. Archivo de Francisco Alonso, desde 1900 a 1947.
4. Archivo Sonoro de Juan de Loxa.
5. Archivo de la Peña de la Platería, con grabaciones efectuadas desde 1960 hasta fecha de hoy.
6. Archivo Histórico Musical, colección en microfilm del fondo de las Catedrales Andaluzas.
7. Archivo de Manuel Castillo, de 1949 a 1997.
8. Archivo de Germán Alvárez-Beigbeder, de 1898 a 1956.
9. Archivo Sonoro de la Tradición oral de la Alpujarra, recoge los Festivales de Trovo de la Alpujarra.

## Depósito Legal
El Centro de Documentación Musical de Andalucía es el receptor del Depósito Legal de las partituras musicales y de las producciones sonoras que se publiquen en la comunidad autónoma andaluza, contribuyendo así a la toma de conciencia de la evolución histórica y cultural, y a la recopilación de todos los registros culturales, para su posterior difusión en beneficio de la comunidad.
El Depósito Legal supone un elemento de gran importancia y repercusión como medio de adquisición de todo lo que se publica en el territorio Andaluz, de tal forma que, si no fuera por este, no se podrían abarcar tantas publicaciones.
La temática es esencialmente música de y en Andalucía, existiendo también un número importante de música moderna y pop, en lo que se refiere a las grabaciones sonoras.

## Concurso de composición
Desde 2017 se celebra anualmente el Concurso de Composición musical Jóvenes Andaluces, en la que pueden participar jóvenes nacidos o residentes en Andalucía con edades comprendidas entre los 16 y 35 años.
En cada edición se selecciona a cinco finalistas para el concierto el concierto
| Edición           | 1.er premio                                  | 2.º premio                       | Finalistas                                                                 |
| ----------------- | -------------------------------------------- | -------------------------------- | -------------------------------------------------------------------------- |
| I edición (2017)  | David Antúnez Rodríguez (Leyendas del Norte) | Aitor Vázquez Torres (Arkhé)     | Pilar Miralles Castillo (Sonatina), David López Sáez (Ka'ula)              |
| II Edición (2018) | Pablo Ponce Chaguaceda (Pequeña fábula)      | Álvaro Cámara López (Tsak flute) | Antonio García Ruiz (Nymphéas Noirs), Víctor Costela Pérez (Divertimento). |

## Publicaciones periódicas
Música Oral del Sur. Revista Internacional. 
ISSN: 1138-8579
e-ISSN: 2445-0391
Deposito Legal: GR-487/95
Periodicidad: Anual
Inicio: 1995
Director y Fundador: Reynaldo Fernández Manzano.
Secretaría: Ignacio José Lizarán Rus y Antonia Riquelme Gómez

Papeles del Festival de Música Española de Cádiz
Periodicidad: Anual
I.S.S.N.: 1886-4023
Director: Reynaldo Fernández Manzano.